# Brahmina amurensis
Brahmina amurensis är en skalbaggsart som beskrevs av Brenske 1892. Brahmina amurensis ingår i släktet Brahmina och familjen Melolonthidae. Inga underarter finns listade.